# Florence Loiret Caille
Pour les articles homonymes, voir Loiret et Caille (homonymie).
Florence Loiret Caille, née le 26 juin 1975 à Paris 11e,, est une actrice française.

## Biographie
Florence Loiret Caille est issue d'une famille de gauche très modeste qui a réussi à s'élever socialement. Fille d'un géologue, et d'une professeure de français, elle grandit donc dans un milieu aisé et éclairé. Elle passe la majeure partie de son enfance en Indonésie entre Jakarta et Bornéo avec un intermède égyptien au Caire. Son vrai nom de famille est Loiret, mais elle ajoute à son nom Caille après le film Trouble Every Day ; il s'agit du nom de sa grand-mère maternelle originaire du Berry et installée à Morogues, chez laquelle elle passe ses vacances d'été d'enfant.
À seize ans, elle s'installe en France dans une HLM à Saint-Germain-en-Laye. Elle découvre à dix-sept ans, le Théâtre du Soleil lors d'une représentation des Atrides d'Ariane Mnouchkine. Attirée par ce milieu et touchée par l'aspect collectif de la création théâtrale, elle décide d'en faire son métier. 

## Carrière
Florence Loiret Caille fait sa première apparition au cinéma en 1996 dans Seule, court métrage signé par Érick Zonca. Elle tient des petits rôles dans les films de Martine Dugowson, Benoît Jacquot et Michael Haneke (Code inconnu et plus tard Le Temps du loup).
En 2000, elle incarne Agnès dans la saison 4 de la série Une famille formidable. Son rôle sera repris par l'actrice Anne Azoulay dans la saison suivante. Toutes deux se retrouveront en 2018 dans la série Le Bureau des légendes.
En 2001, elle interprète l'employée d'hôtel qui se fait dévorer par le docteur Shane Brown (joué par Vincent Gallo) dans Trouble Every Day de Claire Denis, une réalisatrice qu'elle retrouvera à quatre reprises dans sa carrière. Au même moment, une complicité se noue avec le jeune réalisateur Jérôme Bonnell, qui lui offre un rôle important dans Le Chignon d'Olga (2002). Pour lui, elle interprète le rôle d'une prostituée dans J'attends quelqu'un (2006) avant d'être l'héroïne de La Dame de trèfle (2009).
L'actrice, de plus en plus sollicitée, incarne la serveuse dont s'éprend Karim (interprété par Jamel Debbouze) dans Parlez-moi de la pluie, une prestation très remarquée. Après avoir été la narratrice d'Une aventure (2005) devant la caméra de Xavier Giannoli, elle écoute le récit de Pierre (joué par Daniel Auteuil) dans Je l'aimais (2009) de Zabou Breitman. À la télévision, elle est Marie-Jeanne, agent de la DGSE et un des personnages centraux des cinq saisons de la série Le Bureau des légendes. Elle est choisie par Sólveig Anspach pour tenir le rôle principal d'Agathe dans Queen of Montreuil en 2013 et L'Effet aquatique en 2015.
En janvier 2017, elle fait partie du jury présidé par Jean-Paul Rouve lors du 24e Festival international du film fantastique de Gérardmer.

## Filmographie

### Cinéma

#### Longs métrages
- 1996 : Portraits chinois de Martine Dugowson : Emmanuelle
- 1997 : Elles (Os tres desejos) de Luís Galvão Teles (pt) : Rita
- 1997 : Le Septième Ciel de Benoît Jacquot : Chloé
- 1999 : Bandits d'amour de Pierre Le Bret : Hélène
- 2000 : Code inconnu de Michael Haneke : l'amie d'Amadou
- 2000 : La Mécanique des femmes de Jérôme de Missolz
- 2000 : Trouble Every Day de Claire Denis : Christelle
- 2002 : Fais-moi des vacances de Didier Bivel
- 2002 : Plus haut de Nicolas Brevière : Juliette 2
- 2002 : Le Chignon d'Olga de Jérôme Bonnell : Emma
- 2002 : Vendredi soir de Claire Denis : la jeune fille du flipper
- 2003 : Le Temps du loup de Michael Haneke : Nathalie Azoulay
- 2003 : Cette femme-là de Guillaume Nicloux  : une femme à la piscine
- 2003 : L'Intrus de Claire Denis : Antoinette, la douanière
- 2003 : L'Ennemi naturel de Pierre Erwan Guillaume : Nathalie
- 2004 : Victoire de Stéphanie Murat : Ludivine
- 2005 : Une aventure de Xavier Giannoli : Cécile
- 2005 : Peindre ou faire l'amour d'Arnaud et Jean-Marie Larrieu : Élise
- 2007 : Les Deux Mondes de Daniel Cohen : Omi
- 2007 : J'attends quelqu'un de Jérôme Bonnell : Sabine
- 2007 : Sans arme, ni haine, ni violence de Jean-Paul Rouve : Nathalie Goumard
- 2008 : L'Homme qui marche d'Aurélia Georges : Edwige
- 2008 : Parlez-moi de la pluie d'Agnès Jaoui : Aurélie
- 2009 : Je l'aimais de Zabou Breitman : Chloé
- 2009 : Au voleur de Sarah Leonor : Isabelle
- 2010 : La Dame de trèfle de Jérôme Bonnell : Argine
- 2010 : La Petite Chambre de Stéphanie Chuat et Véronique Reymond : Rose
- 2011 : Et soudain, tout le monde me manque de Jennifer Devoldère : Dominique Dhrey
- 2012 : L'Hiver dernier de John Shank : Marie
- 2013 : Queen of Montreuil de Sólveig Anspach : Agathe
- 2013 : Les Salauds de Claire Denis : Élysée
- 2014 : L'Enquête de  Vincent Garenq : Géraldine
- 2016 : L'Effet aquatique de Sólveig Anspach : Agathe
- 2019 : Merveilles à Montfermeil de Jeanne Balibar : Juliette Bedoult
- 2020 : Ibrahim de Samir Guesmi : la responsable du magasin
- 2020 : C'est la vie de Julien Rambaldi : Chloé
- 2021 : Azuro de Matthieu Rozé : Margaux
- 2021 : À propos de Joan de Laurent Larivière : la mère de Joan
- 2022 : Les Jeunes Amants de Carine Tardieu : Cécilia
- 2023 : Le Syndrome des amours passées d'Ann Sirot et Raphaël Balboni : Marion
- 2023 : Borgo de Stéphane Demoustier : la directrice
- 2023 : La Tête froide de Stéphane Marchetti : Marie
- 2024 : La Récréation de juillet de Pablo Cotten et Joseph Rozé : Madame Correl
- 2024 : Fario de Lucie Prost : Nelly
- 2025 : Personne n'y comprend rien de Yannick Kergoat : la narratrice

#### Courts métrages
- 1997 : Seule d'Érick Zonca : Amélie
- 1998 : Stop de Rodolphe Marconi : Julie
- 1998 : Ô trouble de Sylvia Calle
- 2000 : Les Résultats du bac de Pascal Vincent : Gaelle
- 2002 : Une étreinte d'Eskil Vogt
- 2003 : La Petite Chambre d'Élodie Monlibert : Rose
- 2004 : (Mon) jour de chance de Nicolas Brevière : La fille sur le toit
- 2004 : Comme un boomerang de Nicolas Brevière : Jeanne
- 2005 : De retour d'Angela Romboni : Erika
- 2005 : Petite Faiblesse d'Arnault Labaronne : Marion
- 2006 : Nationale d'Alix Barbey : Clémence
- 2006 : Yvan le prévisible de Foued Mansour
- 2007 : Le Haori de soie mauve de Sarah Sadki : Ana
- 2010 : La Passerelle de Juliette Soubrier : Géraldine
- 2010 : Monsieur l'Abbé de Blandine Lenoir
- 2011 : Un mauvais père de Tigrane Avedikian : Adèle Legendre
- 2011 : Sylvain Rivière de Guillaume Bureau
- 2013 : Les Filles de la Côte d'Azur d'Axel Victor : Florence
- 2014 : Un petit d'homme de Jocelyne Desverchère : La mère
- 2018 : La Belle Affaire de Constance Meyer : La détective

### Télévision

#### Séries télévisées
- 2000 : Une famille formidable : Agnès
- 2002 : Carnets d'ado : Julia
- 2004 : Sœur Thérèse.com : Marianne Rivière
- 2005 : Engrenages : Ghislaine Androux
- 2007 : Le Juge est une femme : Maya
- 2014 : Accusé : Violette
- 2015-2020 : Le Bureau des légendes : Marie-Jeanne Duthilleul
- 2016 : La Main du mal : Hélène Morice
- 2018 : Cassandre : Isabelle Cantin
- 2019 : Platane : L'agent des services secrets
- 2022 : Visitors : Frédérique "Fred"
- 2022 : Les Combattantes : Yvonne Dumont
- 2024 : La Maison : Caroline Rovel

#### Téléfilms
- 1998 : Le Portrait de Pierre Lary : Anaïs
- 1998 : Vacances volées d'Olivier Panchot : Lise
- 2000 : Paris-Deauville d'Isabelle Broué : Béa
- 2003 : Un goût de sel d'Hélène Marini : La femme en panne
- 2004 : Lumière d'Amaury Voslion
- 2001 : Sa mère, la pute de Brigitte Roüan : Coralie
- 2011 : Rituels meurtriers de Olivier Guignard : Clara Valère
- 2014 : Pilules bleues de Jean-Philippe Amar : Laura
- 2020 : Meurtres en Pays cathare de Stéphanie Murat : Chloé Legrand

## Théâtre
- 1998 : Roberto Zucco de Bernard-Marie Koltès, mise en scène Nicolas Klotz
- 2001 : La Promise texte et mise en scène Xavier Durringer
- 2007-2008 : Les Provinciales; Une querelle d'après Blaise Pascal, mise en scène Bruno Bayen, théâtre Vidy-Lausanne puis théâtre national de Chaillot
- 2009 : Laissez-moi seule texte et mise en scène Bruno Bayen, théâtre de la Colline
- 2015 : Les Lois de la gravité texte de Jean Teulé, adaptation de Marc Brunet et mise en scène d'Anne Bourgeois au théâtre Hébertot

## Distinction

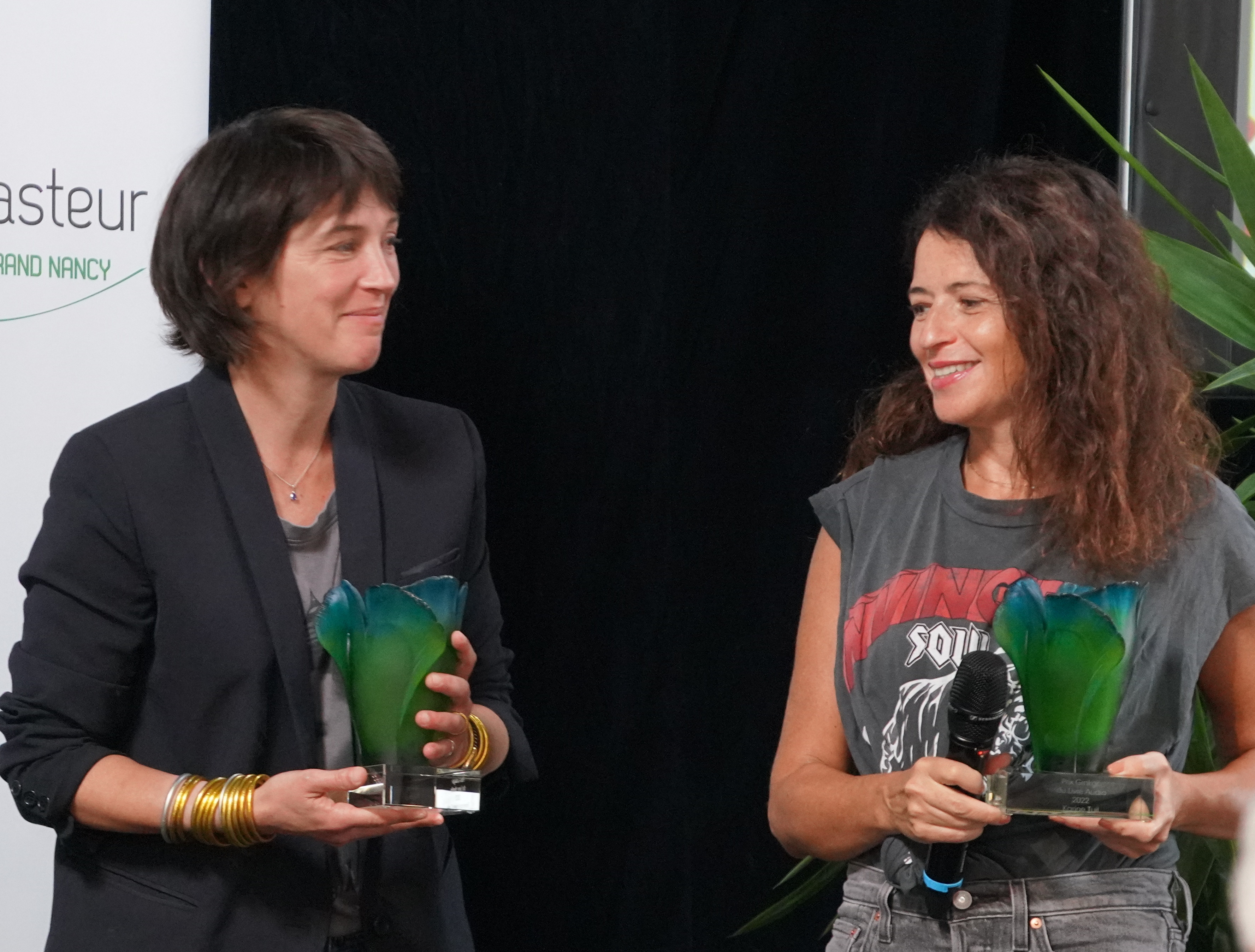
Recevant un prix avec Karine Tuil, comme donneuse de voix.

### Décoration
- Chevalière de l'ordre des Arts et des Lettres[Quand ?]

### Nomination
- 2010 : César du meilleur espoir féminin pour Je l'aimais